# Quick Share
Quick Share (ehemals Nearby Share) ist ein Dienstprogramm zur drahtlosen Datenübertragung zwischen Geräten mit den Betriebssystemen Android, ChromeOS sowie Windows, das die Datenübertragung über Bluetooth und Wi-Fi Direct ermöglicht. Entwickelt wird Quick Share, nach einer Zusammenlegung des Google Vorgängers „Nearby Share“ und Samsungs „Quick Share“ Anfang 2024, von Google und Samsung gemeinsam.
Quick Share wurde am 4. August 2020, als Ersatz für Android Beam, von Google unter dem Namen Nearby Share veröffentlicht. Eine App für Windows-Geräte mit selbiger Funktion wurde am 31. März 2023 in Form einer Beta und offiziell am 19. Juli desselben Jahres veröffentlicht.
Quick Share bietet einen schnellen Kurzstreckenaustausch von verschiedenen Dateitypen wie Links, Bildern, Videos, Text, Kontaktinformationen und weiteren Dateien an.

## Verwendung
Um Quick Share zu verwenden, muss es im Sender- und im Empfängergerät aktiviert sein. Wenn ein Inhalt gesendet werden kann, wird eine Seite am unteren Bildschirmrand angezeigt mit einer Liste verfügbarer Geräte zum Teilen. Wird ein Gerät aus der Liste ausgewählt, wird der Empfänger benachrichtigt und aufgefordert die Übertragung zu bestätigen oder abzulehnen. Beim Teilen zwischen Geräten, die mit demselben Google-Konto verknüpft sind, ist es nicht erforderlich, die empfangenden Geräte zu aktivieren oder die Dateiübertragung zu bestätigen.
Außerdem können Inhalte auch über die Samsung Cloud geteilt werden.
Neben der eigenen Gerätesichtbarkeit, die sich stets aktivieren und deaktivieren lässt, kann man zwischen den Optionen Alle, Kontakte und Meine Geräte differenzieren. Außerdem kann man festlegen, welche Übertragungsart, Bluetooth, Bluetooth LE, als auch WLAN, verwendet wird.

### Voraussetzungen
| OS       | min. Version | Besonderheiten                 |
| -------- | ------------ | ------------------------------ |
| Android  | 6            | nativ integriert               |
| ChromeOS | 91           | nativ integriert               |
| Windows  | 10           | separate Software erforderlich |

### Weitere Funktionen
Neben der Datei-Übertragung ist mit dem Merkmal Fast Pair auch eine schnelle Verbindung von Bluetooth-Geräten, bspw. Smartphone und Bluetooth Kopfhörern möglich.
Die Nearby Connections API erlaubt mehreren Nutzern ohne Internet zu interagieren, bspw. in lokalen Mehrspielerspielen oder auch beim Übertragen von Dateien.